# Joan Roig i Ballestà
Joan Roig i Ballestà (Sant Feliu de Guíxols, 1847 — Valls, 1919) va ser un poeta i comediògraf català. Va establir-se a Valls el 1878 i va col·laborar amb La Renaixença. Va publicar obres tant en català com en castellà. Algunes exemples són: Llibre de faules (1881), Cantars (1883), Lo llibre de la infantesa (1883) i Petits Contes (1910).